# Irene av Ryssland
Irene Michailovna av Ryssland, född 1627, död 1679, var en rysk storfurstinna, dotter till tsar Mikael I av Ryssland och Eudoxia Streshneva. Hon var syster till tsar Aleksej Michajlovitj, och hade ett visst inflytande på honom.
Irene fick en sedvanlig ytlig uppfostran fokuserad på handarbete. Irene trolovades år 1640 med den danske monarkens son Valdemar Christian av Schleswig-Holstein. Valdemar kom till Moskva 1644, men äktenskapet blev aldrig av, eftersom Irenes far krävde att Valdemar skulle konvertera till den ortodoxa tron, vilket han vägrade. Valdemar fängslades och återvände 1645 till Danmark.
Irene ska ha utövat ett visst inflytande över sin bror, tsar Aleksej, som besteg tronen 1645. Aleksej omnämnde sina systrar, och särskilt Irene, före sin hustru och barn i sin korrespondens, och betraktade också Irene som sitt hushålls första dam: hon ska ha haft ett mycket nära förhållande till honom. Detta inflytande tycks dock ha minskat under Aleksejs andra äktenskap (1671) och deras relation ha svalnat något. Irene hade ärvt en egendom utanför Moskva och tillbringade med tiden mer tid där. Hon ägnade sig åt jordbruksskötsel och ska ha haft planer på att grunda ett kloster på sitt gods. Hon visade sympati för de s.k. raskolniki, och räddade flera av dem från avrättning genom sitt personliga ingripande. År 1672 stod hon gudmor åt sin brorson Peter.